# Estádio Nacional Bukit Jalil
O Estádio Nacional Bukit Jalil (em malaio: ستاديوم ناسيونل بوکيت جليل) é um estádio multiuso localizado na cidade de Kuala Lumpur, capital da Malásia. Oficialmente inaugurado em 11 de julho de 1998 para ser sede principal dos Jogos da Commonwealth, é o maior estádio do país em capacidade de público e figura na lista dos maiores estádios de futebol do mundo, chegando a comportar até 100 000 espectadores em seus primeiros anos. Atualmente, após as reformas realizadas entre 2015 e 2017 que modernizaram sua estrutura, a capacidade total foi reduzida para 85 500 lugares.
O estádio é a principal casa onde a Seleção Malaia de Futebol, a Seleção Malaia de Futebol Feminino e o Malaysia Valke, clube de rugby sediado na capital malaia, mandam suas partidas amistosas e oficiais por competições nacionais e continentais.  